# محل الخليل (الحديدة)

تعديل مصدري - تعديل

محل الخليل هي إحدى قرى مديرية الزيدية، التابعة لمحافظة الحديدة اليمنية، بلغ تعداد سكانها 1063 نسمة حسب الإحصاء الذي أجري عام 2004.